# Dilbert
Dilbert is een strip geschreven en getekend door de Amerikaan Scott Adams. De hoofdfiguur is Dilbert, een IT'er, die problemen heeft met het management op zijn bedrijf. Het succes van de strip is mogelijk gedeeltelijk te danken aan het feit dat de absurde situaties die worden getoond feitelijk niet eens zo ver afstaan van de dagelijkse werkelijkheid bij veel bedrijven.
Na een hetze rond een aantal strips die opgevat kunnen worden als een aanval op de LGBT-community in mei 2022, en racistische uitlatingen op zijn YouTube-kanaal in februari 2023, werden zijn strips uit steeds meer kranten geschrapt. Na 13 maart 2023 haalde Scott zijn eigen website offline, die nu verwijst naar zijn Twitter-feed, YouTube-kanaal en 'Dilbert Reborn'-kanaal op locals.com. Dilbert Reborn kan enkel geraadpleegd worden door geregistreerde leden, en biedt onder andere een dagelijkse 'more spicy'-versie van de Dilbert aan.

## Figuren
Andere figuren die veel voorkomen in de Dilbert-strips zijn:
- Dogbert - Dilberts hond. Dogbert is zowel egoïstisch als sluw en heeft als doel de wereldheerschappij te veroveren en de mensen tot zijn slaven te maken. Op het werk komt Dogbert soms langs als externe adviseur die er voornamelijk op uit is zo eenvoudig mogelijk veel geld te verdienen. De auteur heeft ook verklaard dat hij sommige van zijn eigen meningen door Dogbert laat uitdragen.
- De puntharige baas - Dilberts baas. Zijn stijl van management is niet erg goed voor de productiviteit van zijn medewerkers, en nog slechter voor hun werkplezier.
- Wally - Een collega van Dilbert, die absoluut niets uitvoert en daar behoorlijk open over is.
- Alice - Ook een collega van Dilbert, maar een die wel degelijk wat klaarkrijgt. Constant overwerkt. Raakt snel geagiteerd, en heeft dan moeite om haar 'vuist des doods' te bedwingen.
- Ratbert - Een rat die ook bij Dilbert leeft. Zoekt naar genegenheid, maar vindt die niet. Werkt als proefdier.
- Catbert - De 'human resources'-manager in Dilberts bedrijf, een kat. Gebruikt zijn functie voor het uitoefenen van zijn grootste hobby, het kwellen van mensen.
- Asok - Een stagiair in Dilberts groep op het werk, van Indiase afkomst. Goed in zijn vak, maar hopeloos naïef wat betreft bedrijfscultuur.
- Bob de dinosaurus - Een uiterst domme maar blije dinosaurus die ook bij Dilbert en Dogbert leeft. Heeft een partner (Dawn) en een zoon (Rex).

Andere terugkerende figuren zijn onder meer: Dilberts uiterst intelligente vuilnisman, zijn moeder, de inwoners van het derdewereldland Elbonië, technisch schrijver Tina en secretaresse Carol.

## Nederlandse publicaties
- Nederlandstalig verscheen de strip dagelijks in de financiële telegraaf. De Telegraaf is hiermee gestopt.
- Dilbert verscheen in het Nederlands tot de stopzetting in 2012 van de gedrukte versie wekelijks in het magazine Intermediair.

## Spin-off
Van de serie is ook een animatieserie gemaakt.

## Het Dilbertprincipe
Een mooi voorbeeld van de Dilbert-humor is het Dilbertprincipe (geënt op het Peterprincipe). "Een organisatie heeft de neiging om alleen incompetente medewerkers te promoveren naar het management zodat ze geen schade meer kunnen aanrichten in het primaire proces".